# Дарлово (гмина)
Дарлово (пол. Darłowo) — сельская гмина (волость) в Польше, входит как административная единица в Славенский повет, Западно-Поморское воеводство. Население — 7603 человека (на 2005 год).

## Деревни
- Бажовице

## Соседние гмины
1. Дарлово
2. Гмина Малехово
3. Гмина Постомино
4. Гмина Славно
5. Повет-славеньски
6. Гмина Мельно
7. Гмина Сянув
8. Повет-кошалиньски